# Lapparetorpets naturreservat
Lapparetorpets naturreservat är ett naturreservat i Varbergs kommun i Hallands län.
Området är naturskyddat sedan 2024 och är 17 hektar stort. Reservatet ligger vid Furesjöns nordvästra strand och består av ett kuperat skogsområde med bokskogar med inslag av ek i norra delen medan den södra halvan är barrskog. 